# 만공 (승려)
만공(滿空, 1871년 4월 26일(음력 3월 7일) ~ 1946년 10월 20일)은 조선과 일제강점기의 승려이자 독립운동가이다. 한국 현대 불교의 대선사로, 석가모니 이래 제76대 조사이다. 속세의 성은 송씨로, 송만공으로도 부른다. 조선총독부의 불교정책에 정면으로 반대하여 조선 불교를 지키려 하였다. 또한 선불교를 크게 중흥시켜 현대 한국불교계에 큰 법맥을 형성하였다. 본관은 여산(礪山)으로, 본명은 도암(道巖)이다. 법명은 월면(月面)이며 만공은 법호이다.
그는 이론과 사변을 배제하고 무심의 태도로 화두를 구할 것을 강조하고 간화선(看話禪)의 수행과 보급에 노력하였다. 제자들에게 무자화두에 전념할 것을 가르쳤다. 1940년대에는 덕숭산에 머무르며 선불교의 진흥을 위해 힘쓰다가 1946년 예산 전월사에서 입적했다. 경허(75대) - 만공(76대) - [혜암](77대) - [묘봉](78대)으로 법맥이 이어졌다. 춘성은 한때 그의 문하에서 수행하기도 했다.

## 생애

### 생애 초반

#### 출생과 행자 생활
만공 월면은 1871년(고종 8년) 전라도 태인군 군내면 상일리(지금의 전라북도 정읍시 태인면 태흥리 )에서 태어났다. 아버지는 송신통(宋神通)이며 어머니는 김씨였다. 본관은 여산으로 본명은 송도암(宋道巖)이다. 법명은 월면(月面)이고 만공은 법호이다. 따라서 월면 스님으로도 불렀다.
1883년 전라북도 김제군 금산사에 올랐다가 어느날 불상을 보고 감동하여 출가를 결심, 그길로 내려와 공주군 동학사에 입산하여 진암(眞巖) 문하에서 행자 생활을 하였다.

#### 출가와 승려 생활
1884년(고종 20년) 경허(鏡虛, 성우 1849 ~ 1912)의 인도로 서산군 천장사(天藏寺)에서 태허(泰虛)를 은사로 출가하였고, 경허(鏡虛)를 계사하여 사미십계(沙彌十戒)를 받고 득도하였다.
그는 이후 모든 법이 하나로 돌아가니 그 하나는 어디로 돌아가는가라는 화두(話頭)를 가지고 홀로 참선에 열중하다가 1895년 아산군 봉곡사(鳳谷寺)에서 새벽 범종을 치는 소리를 듣고 크게 깨달음을 얻었다 한다. 천장암에 돌아와 머무르던 중 1904년(광무 7년) 스승 경허로부터 전법계를 이어받았다. 이후 예산군 덕숭산(德崇山)에 머무르며 금선대(金仙臺)를 짓고 후학을 지도하여 한국 선불교 중흥에 기여했다.
그가 고명하다는 말을 듣고 궁궐에서 상궁과 나인들이 그의 법문을 들으러 찾아오기도 했다. 하루는 만공이 그들에게 노래 하나를 불러주었다. '앞산에 딱따구린 없는 구멍도 뚫는데 우리 집 그 양반은 있는 구멍도 못 찾네.'라는 것이었다. 나중에 궁인들이 돌아가고 나자 상좌들은 그 뜻을 물으니 내가 부른 그 노래가 바로 법문이라 답하였다. 한참을 생각하던 상좌들은 나중에 은유적으로 풍자한 그 뜻을 이해하였다.

### 일제 강점기 활동

#### 조선총독부 불교정책에 반발

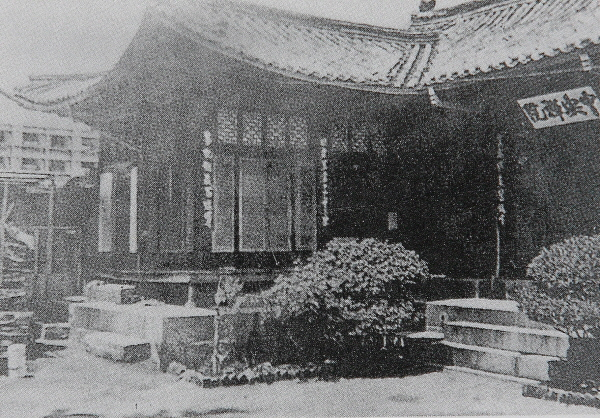
1921년 11월 30일 설립된 선학원 중앙선원

덕숭산 수덕사(修德寺), 정혜사(定慧寺), 견성암(見性庵), 서산 안면도의 간월암(看月庵) 등을 중창하였으며, 1920년대초 선학원(禪學院) 설립운동에 참여하였으며 선승들의 결사(結社)이자 경제적 자립을 위한 계(契) 모임인 선우공제회운동(禪友共濟會運動)에 참여하였다.
1927년 현양매구(懸羊買拘)라는 글을 지었는데, 임제 32대 사문 만공이라 하여 임제종풍(臨濟宗風)의 계승자임을 선언하였다.
그는 조선총독부의 불교정책에 정면으로 반대하여 조선 불교를 지키려 하였다. 1937년 마곡사(麻谷寺) 주지를 지낼 때 조선총독부 회의실에서 조선총독부 주최로 조선 31본산(本山) 주지회의가 열렸는데 총독부가 조선불교의 일본불교화를 주장하자 이에 호통을 치며 공박하였다. 만공은 당시 회의석상에서 미나미 지로(南次郞) 총독에게 '전 총독 데라우치 마사타케(寺内正毅)는 말로는 독실한 불자라 하나 조선의 불교를 파괴시켰으므로 교리에 따라 지옥에 떨어질 것이니, 그를 우리가 지옥에서 구하지 않으면 누가 구하겠는가'라며 오히려 그의 명복을 빌어주자며 조롱하였다.
그는 실연 후 찾아온 일엽이 승려가 되지 않으리라고 내다봤으나 그가 승려가 되기를 굳게 결심하여 문하로 받아들였다. 그러나 나혜석은 승려가 될 팔자가 아니라며 거절하였다.

#### 등산

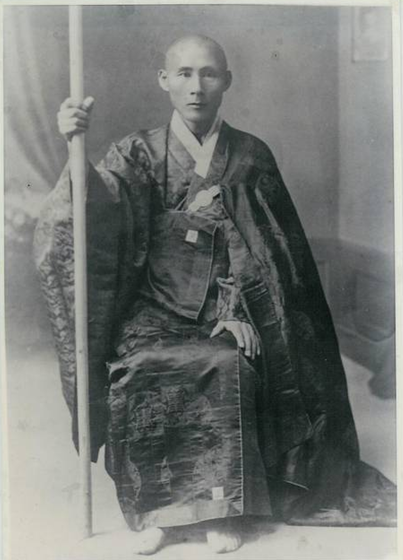
만공

어느 무더운 여름날 만공은 다른 승려들과 함께 탁발을 먼 곳까지 나갔다가 돌아오는 길이었다고도 하고 걸어서 하루는 걸리는 산을 오를 때였다고도 한다. 시주미를 메고 묵묵히 걸어오던 스님 스님을 비롯한 승려들 혹은 수행하던 스님들이 만공에게 쉬었다 가자고 보채고 졸랐다. 큰스님 쉬었다 가자고 반복하면서 재촉했던 것이다. 해는 이미 서산에 걸렸고 산에 오르려면 멀었는데 계속 젊은 스님들은 쉬었다 가자고 졸랐다.
그때 만공 스님은 어느 밭에서 일하고 있는 여자를 보았다. 순간 만공 스님은 갑자기 밭갈이를 하던 여자를 더듬고 입을 맞추었다. 놀란 여자는 비명을 질렀고 그녀의 아버지 또는 남편이 낫을 들고 저 땡초놈 잡으라며 분노하여 쫓아왔다. 놀란 스님들은 그길로 줄행랑을 쳤고 두 시간 만에 산사 또는 산정상 근처에 이르게 되었다. 만공이 스님들더러 다리가 아프냐고 하니 아니오 라고 답하였고, 더우냐 라고 하니까 아니오 라고 답했다 한다.

### 생애 후반
1940년 5월의 조선총독부의 창씨개명을 거부하고 수행과 참선에만 정진하였다. 1941년 선학원에서 개최한 전국고승법회에서 계율을 올바로 지키고 선(禪)을 진작시켜 한국불교의 바른 맥을 이어갈 것을 강조하였다.
이론과 사변을 배제하고 무심의 태도로 화두를 구할 것을 강조하였으며, 간화선(看話禪) 수행의 보급과 전파에 전력하였다. 그는 또한 제자들에게 무자화두에 전념할 것을 강조하였다. 덕숭산 상봉에 전월사(轉月舍)라는 암자를 짓고 생활하다가 1945년 광복을 맞이하였다. 계속 전월사에서 생활하다가 1946년 10월 20일, 거울을 보며 "만공, 70년 동안 나와 동고동락하느라 수고 많았네"라 중얼거린 뒤 잠들듯이 열반에 들었다. 세수 75세, 법랍 62세로 입적하였다. 사후에 《만공어록 滿空語錄》이라는 책이 편찬되었다.

### 사후
덕숭산에서 다비하여 유골은 덕숭산금선대 근처에 부도 만공탑을 세웠다. 진영(眞影)은 경허의 진영과 함께 금선대에 봉안되었다.

## 만공이 등장한 작품
- 신구 - 《고승열전》 (1990년 불교방송 라디오 드라마)
- 정대용 - 《야인시대》 (2002년 SBS 드라마)

## 저서
- 《만공어록 (滿空語錄)》
- 《만공법어 (滿空法語)》
- 《현양매구 (懸羊買拘)》

## 연표
- 1871년 - 전라북도 태인군 출생, 속명은 송(宋).
- 1895년 - 충청남도 아산 봉곡사에서 크게 깨달음(24세)
- 1904년 - 경허스님에게서 전법게를 받음(33세)
- 1914년 - 충남 서산시 부석면 간월도리의 간월암(看月庵)을 중창하다.
- 1934년 - 재단법인 조선불교선리참구원(朝鮮佛敎禪理參究院)이 설립될 때 이사의 한 사람으로 참여하고, 바로 이사장 선출에서 이사장은 송만공(宋滿空), 부이사장은 방한암(方漢岩)이 선임되었다.

## 사상과 신념

### 환경이 사람을 만든다
그는 이론과 사변을 철저히 배제하고 무념과 무심(無心)의 태도로 화두를 스스로 참구(參究)하는 간화선법(看話禪法)을 채택하여 제자들에게는 항상 조주(趙州)의 무자 화두를 참구할 것을 강조하였다.
그는 참선을 위해서는 행자의 자세도 중요하지만 보조적 요건도 필수적으로 구비되어야 함을 역설했다. 또한 환경과 배경이 사람을 만든다는 견해를 처음으로 설파하였다. 만공에 의하면 참선의 보조 여건으로는 선지식(善知識)과 수도(修道)에 적절한 도량, 함께 수도하는 좋은 도반(道伴)의 세 가지가 필요하다고 보았으며 그는 좋은 스승을 가장 중요한 조건으로 보았다. 속세에서도 역시 배경과 환경이 사람을 만든다고 하였다. 개인의 노력이 중요하지만 그에 걸맞은 배경과 환경적 요인도 사람을 만든다고 보았다.

### 수행 활동
그는 존재의 본체를 마음, 자성(自性), 불성(佛性), 여여불(如如佛), 허공, 주인공, 본래면목(本來面目), 자심(自心), 동그라미(○) 등으로 표현하였다. 그는 개인의 참된 본질이 우주 만물의 본체와 하나라고 보았다. 만공에 의하면 불교의 진수는 인간이 스스로 마음을 깨닫는데 있으며, 인간의 가치 있는 삶도 이 깨달음을 성취함으로써 찾아진다고 보았다. 그는 수행을 통하여 차별이나 분별의 관념에서 벗어나면 편벽됨이 없이 두루 자유롭게 지혜와 자비를 활용할 수 있게 되며 이때의 그가 바로 부처이며 스승이라고 하였다. 그는 자유와 자비를 구하는 수행법으로는 참선을 으뜸으로 보았다.
수도승들에 대한 지도 방법으로 침묵 또는 방망이질〔棒〕, 할(喝), 격외(格外)의 대화와 동그라미 등 여러 가지 방법을 자유자재로 사용하였다.

## 제자
만공스님의 문하에서는 보월(寶月), 전강(田岡), 용음(龍吟), 고봉(古峰), 포산당 혜천(惠天) 금봉, 혜암, 춘성, 금오(金烏), 벽초, 금봉, 춘성(春城), 서경(西耕), 혜암(惠庵), 벽초, 원담 등이 있다. 비구니 법희(法喜), 만성(萬性), 일엽 등의 제자가 배출되었다.
처음으로 전법게를 전한 제자는 수제자인 보월이다. 그러나 보월은 40세로 요절했다.
1924년 12월 보월선사가 죽자 보월선사의 스승인 만공선사(滿空禪師)가 1925년 2월 덕숭산 정혜사(定慧寺)에서 건당식(建幢式：스스로 일가를 이루는 법회)을 베풀어주고 금오선사에게 전법게(傳法偈)를 주었다.
덕숭산맥 아래 德崇山脈下
무늬 없는 인(印)을 지금 전하노라. 今付無文印
보월은 계수나무에서 내리고 寶月下桂樹
금오는 하늘 끝까지 날아가네. 金烏徹天飛
그후 1929년 수덕사 현문(玄門 1884~1985)스님은 [語默動靜] 화두로 대각견성하여 당시  조실(祖室) 만공(滿空)스님으로부터 새로이 인가를 받고 전법게(傳法偈)와 혜암(惠菴)이란 법호를 받고 정식으로 법통을 이었다.
만공스님이 내린 전법게는:
구름과 산은 같지도 다르지도 않고
또한 대가(大家)의 가풍(家風)도 없구나
이와 같은 글자 없는 인(印)을
혜암 너에게 주노라.
  雲山無同別
  亦無大家風
  如是無文印
  分付惠菴汝

## 기타
만해 한용운의 제자였던 춘성은 만해가 심우장에서 입적하자 그를 찾아와 그의 제자가 되어 수행한 바 있다.

## 같이 보기
- 경허
- 한용운
- 김법린
- 보월
- 전강
- 고봉
- 혜암
- 벽초
- 금봉
- 춘성
- 이종욱